# 西尼亞夫卡河 (烏日河支流)
西尼亞夫卡河（烏克蘭語：Синявка），是烏克蘭的河流，位於該國北部日托米爾州，屬於烏日河的右支流，發源自霍季尼夫卡以南，流經科羅斯堅區，河道全長15公里。